# باربرا أولدفيلد
باربرا أولدفيلد (بالإنجليزية: Barbara Oldfield)‏ هي لاعبة الاسكواش أسترالية، ولدت في 1 أغسطس 1950 في أستراليا الغربية في أستراليا.

## وصلات خارجية
- باربرا أولدفيلد على موقع SquashInfo.com (الإنجليزية)